# نزلة العمودين
قرية نزلة العمودين هي إحدى القرى التابعة لمركز سمالوط بمحافظة المنيا في جمهورية مصر العربية. حسب إحصاءات سنة 2006، بلغ إجمالي السكان في نزلة العمودين 15519 نسمة، منهم 7989 رجلا و7530 امرأة.